# حسن علي إبراهيم (لاعب كرة قدم إماراتي)
حسن علي إبراهيم (مواليد 16 ديسمبر 1981، لاعب كرة قدم إماراتي معتزل يجيد اللعب في الوسط .
لعب سابقاً مع أندية الأهلي و الوصل و الإمارات و اتحاد كلباء .

## روابط خارجية
- حسن علي إبراهيم على موقع الاتحاد الدولي (مؤرشف)  (الإنجليزية)
- حسن علي إبراهيم على موقع ناشيونال فوتبول تيمز (الإنجليزية)